# Port lotniczy Boa Vista
Port lotniczy Boa Vista (IATA: BVB, ICAO: SBBV) – port lotniczy położony w Boa Vista, w stanie Roraima, w Brazylii.